# فصل برداشت: بازگشت به طبیعت
فصل برداشت: بازگشت به طبیعت (به انگلیسی: Harvest Moon: Back to Nature) با عنوان ژاپنی Bokujou Monogatari Harvest Moon یک بازی ویدئویی در سبک شبیه‌سازی مزرعه و عنوان پنجمین قسمت از مجموعه بازی‌های فصل برداشت است که توسط ویکتور اینتراکتیو سافتور توسعه یافته و به‌وسیلهٔ ناتسومه در خارج از ژاپن منتشر شده است. بازگشت به طبیعت اولین بازی از این سری است که در کنسولی به غیر از کنسول‌های نینتندو عرضه شده است. با توجه به انتشار این نسخه بعد از نسخهٔ فصل برداشت ۶۴، بیشتر شخصیت‌های بازگشت به طبیعت از نسخهٔ ۶۴ آن وارد این بازی شده‌اند؛ در حالی که نقش آن‌ها به طور عمده متفاوت با بازی فصل برداشت ۶۴ است. همچنین این نسخه از فصل برداشت، دارای ویژگی‌هایی یگانه در بین تمام سری مانند دستگاه ساخت نخ پشمی و پنیر است که در نسخه‌های دیگر این مجموعه داخل نشده است.
اولین نسخه از این بازی برای کنسول پلی‌استیشن در ۱۶ دسامبر سال ۱۹۹۹ در ژاپن انتشار یافت و بعدها در ۲۲ نوامبر ۲۰۰۰ در آمریکای شمالی؛ و در ۲۶ ژانویهٔ سال ۲۰۰۱ در اروپا منتشر شد. نسخه‌ای با شخصیت اصلی دختر تحت نام فصل برداشت برای دختر، در ۷ دسامبر ۲۰۰۰ در ژاپن منتشر شد. در سال ۲۰۰۵، فصل برداشت: بازگشت به طبیعت تحت عنوان فصل برداشت پسر و دختر برای کنسول بازی دستی پلی‌استیشن همراه پورت شد؛ و نیز در ۸ فوریهٔ ۲۰۱۱ توسط شرکت یوبی‌سافت از طریق پلی‌استیشن نتورک در دسترس قرار گرفت.

## گیم‌پلی
غیر خطی بودن سبک بازی، اختیارات وسیعی در اختیار بازیکن قرار می‌دهد. هیچ راه منفردی برای به پایان رساندن بازی وجود ندارد و رابط کاربری بسیار خوب طراحی شده و انواع بسیاری از متون کمک‌رسان برای بازیکنان موجود است.
روند بازی پس از مدتی می‌تواند خسته کننده شود. انجام دادن کارهای روزمره و عادیِ روز قبل با روند روتینی که دارد بازیکن را پس از مدتی از انجام کارها به شکل قبل بازمی‌دارد. در عین حال، فستیوال‌ها، رویدادهای دهکده و تعامل با اهالی می‌تواند حالت یکنواخت بازی را تحت تأثیر قرار داده و با تنوع بسیاری که در مینی‌گیم‌ها وجود دارد روند بازی را سرگرم‌کننده‌تر نماید.
بازی با شخصیت اصلی آغاز می‌شود که مقدار کمی پول و یک مزرعه ویرانه پر از علف‌های هرز به ارث برده است. بازیکن باید در طول بازی این مزرعه را به یک مزرعه پررونق تبدیل کند و با ساکنین شهر مینرال تاون رابطه دوستانه برقرار نماید. تعادل بین مدیریت مزرعه و حفظ روابط با دیگران چالش اصلی بازی است. برای شروع داستان، بازیکن باید اولین مانع را پشت سر بگذارد: پاکسازی علف‌های هرز و کاشت محصولات جدید. پس از این مرحله، فرصت سه ساله برای احیای کامل مزرعه آغاز می‌شود. زمان در فضای باز سپری می‌شود، اما در داخل ساختمان‌هایی مانند مغازه‌ها، انبارها و معادن متوقف می‌شود. هم کشاورزی و هم پرورش دام نیاز به توجه روزانه و مدیریت زمان دارند.
ابزارها و مدیریت انرژی:
بازیکن در ابتدا با مجموعه‌ای از ابزارهای ابتدایی کشاورزی شروع می‌کند که می‌توانند بعداً ارتقا یابند تا کارایی بیشتری داشته باشند. انرژی عنصر کلیدی بازی است و بر تمام جنبه‌های آن تأثیر می‌گذارد، به‌ویژه در مراحل اولیه. شخصیت اصلی هر روز تنها می‌تواند تعداد محدودی کار انجام دهد. به‌جای نمایش نوار انرژی، بازی خستگی شخصیت را به‌صورت بصری نشان می‌دهد. کار کردن پس از اتمام انرژی باعث بیهوشی و بستری شدن در بیمارستان می‌شود که با هر بار تکرار، مدت زمان بستری افزایش می‌یابد.
آب‌وهوا و فصل‌ها:
الگوهای آب‌وهوایی و چهار فصل مختلف در بازی وجود دارند که به‌صورت تصادفی تغییر می‌کنند یا با پیشرفت بازیکن فعال می‌شوند. باران، طوفان، یخبندان و کولاک می‌توانند به مزرعه آسیب برسانند، درست مانند دنیای واقعی.
فعالیت‌های جانبی و ازدواج:
بازیکن می‌تواند در فعالیت‌های مختلفی مانند شرط‌بندی در مسابقات اسب‌سواری، قرارهای عاشقانه و شرکت در جشنواره‌های فصلی شرکت کند. یکی از اهداف اصلی، یافتن همسر مناسب است که پس از پیشنهاد ازدواج، به مزرعه بازیکن می‌آید و زندگی مشترک را آغاز می‌کنند.
پایان بازی:
پس از گذشت سه سال، اگر مزرعه کاملاً احیا شده باشد، خانواده شخصیت اصلی برای همیشه در مزرعه ساکن می‌شوند و بازی به‌صورت نامحدود ادامه می‌یابد. در غیر این‌صورت، بازی پایان می‌یابد.

## داستان
داستان نسخه پسر (پیت - نام پیش‌فرض):
در کودکی، شخصیت اصلی برای گذراندن تابستان به مزرعه پدربزرگش می‌رود. پدربزرگ به دلیل مشغله‌های مزرعه‌داری وقت کمی برای او دارد، بنابراین پیت به تنهایی به کشف روستا و طبیعت اطراف می‌پردازد. در این مدت، او با توله‌سگ پدربزرگش دوست می‌شود و با یک دختربچه همسن خود آشنا می‌شود که با او رابطه‌ای صمیمی برقرار می‌کند. با پایان تابستان، پیت مجبور به ترک روستا می‌شود اما به دخترک قول می‌دهد روزی بازگردد.
ده سال بعد، پس از مرگ پدربزرگ، پیت که اکنون مردی بالغ است، به روستا بازمی‌گردد تا مزرعه را بازدید کند. شهردار و روستاییان شرط می‌گذارند که اگر او بتواند مزرعه را ظرف سه سال به حالت اولیه بازگرداند، می‌تواند به عنوان مالک قانونی بماند؛ در غیر این‌صورت باید روستا را ترک کند. اگر پیت موفق شود و با یکی از دختران روستا ازدواج کند، همسرش فاش می‌کند که همان دختربچه دوران کودکی‌اش است.
داستان نسخه دختر (کلر - نام پیش‌فرض):
ماجرای کلر با یک سفر دریایی آغاز می‌شود. او در کشتی با مسافری دوست می‌شود، اما ناگهان کشتی غرق می‌شود و کلر به عنوان تنها بازمانده به ساحل روستا می‌رسد. یک پسر روستایی او را پیدا می‌کند و با کمک سایر اهالی، کلر نجات می‌یابد. وقتی روستاییان از وضعیت او مطلع می‌شوند، مزرعه‌ای متروکه را به او می‌دهند تا زندگی جدیدی را آغاز کند. داستان زمانی به پایان می‌رسد که کلر با یکی از پسران روستا ازدواج کند و مشخص شود که او همان پسر ناجی دوران کودکی‌اش است.

## راز آلودگی
در محل‌های مختلف بازی اجسام و کاراکترهای رازآلود وجود دارند. مانند کوتوله‌هایی که غار شمالی وجود دارند و در صورت رسیدن به خواسته‌شان بازیکنان را قافلگیر خواهند کرد.

## ترینرها
بازی «فصل برداشت: بازگشت به طبیعت» دارای نزدیک به ۴۰ ترینر می‌باشد که بازیکن را در انجام بازی یاری خواهد نمود لیست کامل ترینرها را می‌توان با جستجوی عبارت «ترینر بازی مزرعه دار» یافت.